# Thomas Sabitzer
Thomas Sabitzer (* 12. Oktober 2000) ist ein österreichischer Fußballspieler.

## Karriere

### Verein
Sabitzer begann seine Karriere beim USC St. Georgen/Judenburg. 2010 wechselte er zum FC Judenburg und spielte auch im LAZ Judenburg.
Im Sommer 2012 wechselte er in die Jugend des SK Sturm Graz, bei dem er später auch in der Akademie spielte. Zur Saison 2016/17 schloss er sich den Amateuren der Kapfenberger SV an. Sein Debüt für KSV II in der Landesliga gab er im September 2016, als er am achten Spieltag jener Saison gegen den FC Zeltweg in der 74. Minute für Danijel Račić eingewechselt wurde.
Im Dezember 2016 stand Sabitzer gegen den FC Wacker Innsbruck erstmals im Profikader. Im August 2017 gab er schließlich sein Debüt in der zweiten Liga, als er am achten Spieltag der Saison 2017/18 gegen den TSV Hartberg in der 67. Minute für Benjamin Rosenberger ins Spiel gebracht wurde.
Zur Saison 2019/20 wechselte er zum Bundesligisten LASK, bei dem er einen bis Juni 2023 laufenden Vertrag erhielt. Zunächst kam er jedoch für das zweitklassige Farmteam FC Juniors OÖ zum Einsatz. Sein Debüt für den LASK in der Bundesliga gab er im August 2019, als er am zweiten Spieltag gegen den FK Austria Wien in der 77. Minute für Samuel Tetteh eingewechselt wurde. In seinen ersten zwei Jahren beim LASK kam er zu 14 Bundesligaeinsätzen, in denen er ohne Treffer blieb, zudem absolvierte er 17 Zweitligaspiele für die Juniors und machte dabei fünf Tore.
Zur Saison 2021/22 wurde er an den Ligakonkurrenten WSG Tirol verliehen. In der Saison 2021/22 kam er zu 27 Bundesligaeinsätzen, in denen er acht Tore erzielte. Zur Saison 2022/23 kehrte er wieder zum LASK zurück. Beim LASK kam er aber nur zu einem Kurzeinsatz im ÖFB-Cup. Daraufhin verlängerte er seinen auslaufenden Vertrag beim LASK um eine weitere Spielzeit und wechselte ein zweites Mal leihweise zur WSG. Für die WSG kam er in seinem zweiten Stint zu 22 Bundesligaeinsätzen, in denen er viermal traf.
Zur Saison 2023/24 kehrte der Angreifer nicht mehr zum LASK zurück, sondern wechselte zum Ligakonkurrenten Wolfsberger AC, bei dem er einen bis Juni 2026 laufenden Vertrag erhielt. Für Wolfsberg kam er in zwei Jahren zu 37 Bundesligaeinsätzen, in der Saison 2024/25 gewann er mit den Kärntnern den ÖFB-Cup. Zur Saison 2025/26 kehrte Sabitzer erneut zur WSG Tirol zurück.

### Nationalmannschaft
Im November 2019 debütierte Sabitzer gegen den Kosovo für die österreichische U-21-Auswahl.

## Erfolge
- Österreichischer Cupsieger: 2025

## Persönliches
Sabitzer besuchte das BG/BRG Judenburg. Sein Cousin ist der Nationalspieler Marcel Sabitzer; der Onkel von Thomas Sabitzer, Herfried Sabitzer, spielte ebenfalls für die österreichische Fußballnationalmannschaft.